# Ингессон, Клас
Клас И́нге И́нгессон (швед. Klas Inge Ingesson; 20 августа 1968, Эдесхёг, Эстергётланд — 29 октября 2014[…], Эдесхёг, Эстергётланд) — шведский футболист, полузащитник.

## Карьера
Профессиональную карьеру Ингессон начинал в «Гётеборге», в составе которого дважды выигрывал чемпионат Швеции, а также Кубок УЕФА в 1987 году (в заявку на финальный матч, однако, не попал).
На чемпионате мира 1990 года провёл все 3 матча сборной Швеции без замен. На чемпионате Европы 1992 также сыграл во всех матчах своей команды. На ЧМ-1994 в четвертьфинальном матче против сборной Румынии успешно реализовал свой шанс в серии послематчевых пенальти и помог своей команде пробиться в полуфинал.
В декабре 2010 принял предложение тренировать молодёжную команду «Эльфсборга».

## Болезнь
14 мая 2009 Ингессону поставили диагноз «миеломная болезнь», от которой футболист, казалось, успешно вылечился 8 января 2013 Ингессон объявил, что болезнь вернулась и что он решился на операцию по трансплантации стволовых клеток. 29 октября 2014 года Ингессон скончался.

## Достижения
- Бронзовый призёр чемпионата Европы 1992
- Третий призёр чемпионата мира 1994
- Чемпион Швеции 1987, 1990
- Обладатель Кубка УЕФА 1987